# Lidija Georgijewna Swjagina

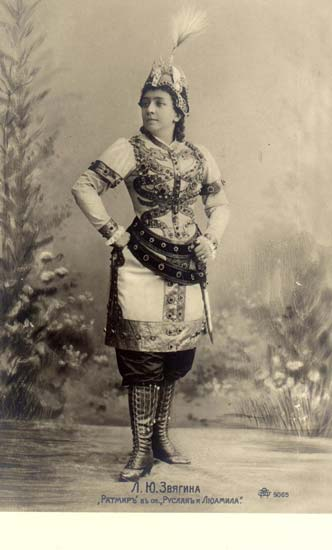
Lidija Georgijewna Swjagina

Lidija Georgijewna (Jurjewna) Swjagina (russisch Лидия Георгиевна (Юрьевна) Звягина; * 1. Dezemberjul. / 13. Dezember 1861greg. in Kamenez-Podolski; † 1943 in Moskau) war eine ukrainisch-russische Kontra-Altistin und Gesangspädagogin.

## Leben
Swjagina aus einer adligen Familie absolvierte das Gymnasium in Schitomir. Darauf studierte sie an den Höheren Frauenkursen in Kiew. Ihre Gesangsausbildung erhielt sie an der Kiewer Musikschule. Von 1882 bis 1887 studierte sie am Sankt Petersburger Konservatorium bei Anna Poljakowa-Chwostowa, Jelisaweta Zwanziger und Camille François Everard.
Ab 1887 sang Swjagina in Tiflis und studierte unter der Leitung Ippolit Prjanischnikows Partien ein. 1889 trat sie in die Operntruppe des Moskauer Bolschoi-Theaters ein und wurde dort Solistin (bis 1909). Im Sommer 1889 war sie zu einem Gastspiel in Odessa und sang den Ratmir in Glinkas Ruslan und Ljudmila. In den Sommern 1890 und 1891 bildete sie sich weiter aus in Paris bei Pauline Viardot-García und studierte die Partien des Ratmir in Ruslan und Ludmila, der Fürstin in Dargomyschskis Russalka und der Carmen in Bizets Carmen.
Von 1920 bis 1924 war Swjagina Professorin am Moskauer Konservatorium. Zu ihren Schülern gehörte der Volkskünstler der UdSSR und mehrfache Stalinpreisträger N. S. Chanajew. Daneben lehrte sie an der ehemals privaten Musikhochschule der Walentina Sograf-Plaxina, die das Akademische Musikkollegium am Moskauer Konservatorium wurde.
Während ihrer letzten Jahre wohnte Swjagina im Haus der Bühnenveteranen. Sie war zweimal verheiratet.